# Anton Diedrich Gütschow

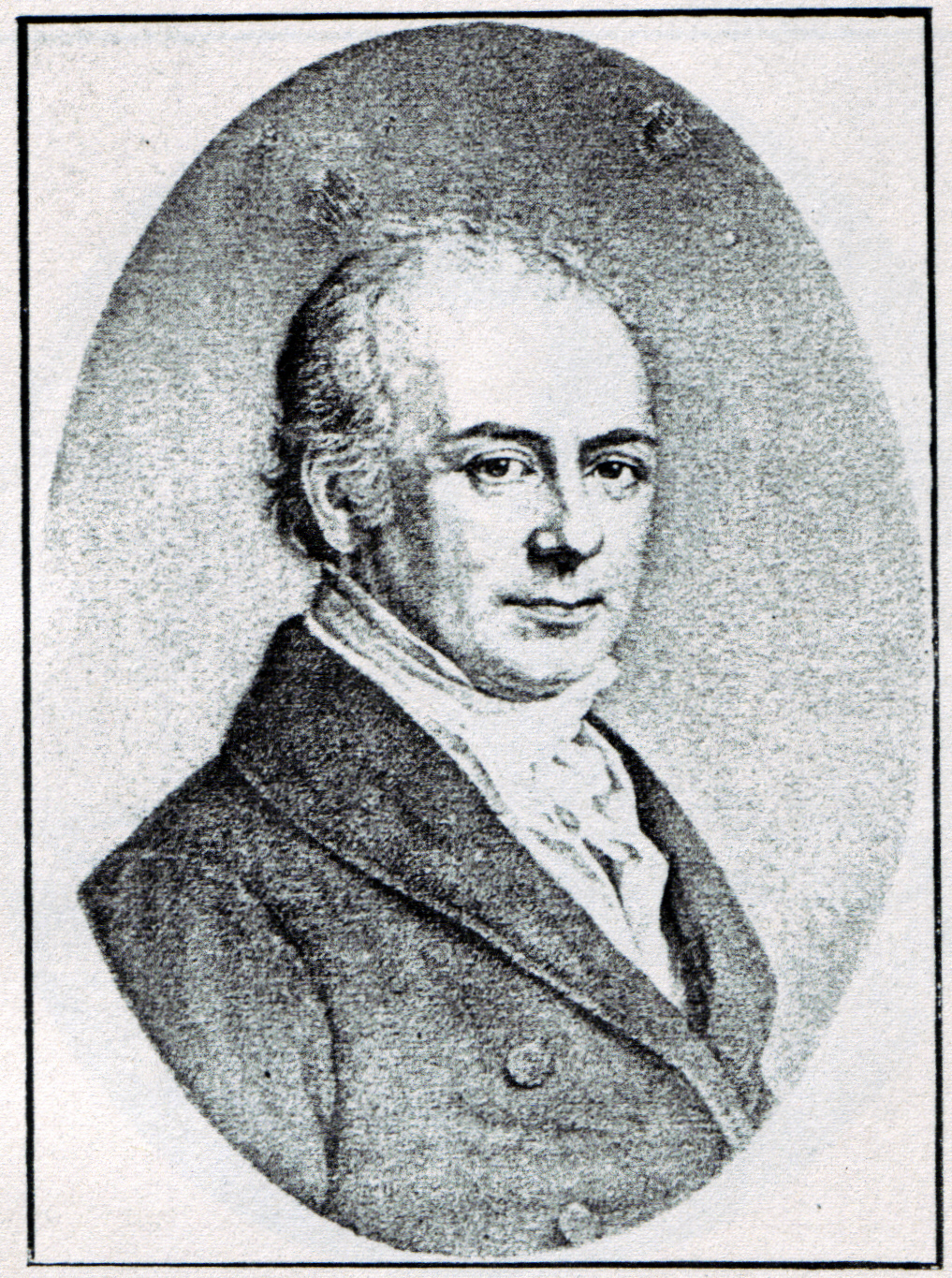
Anton Diedrich Gütschow

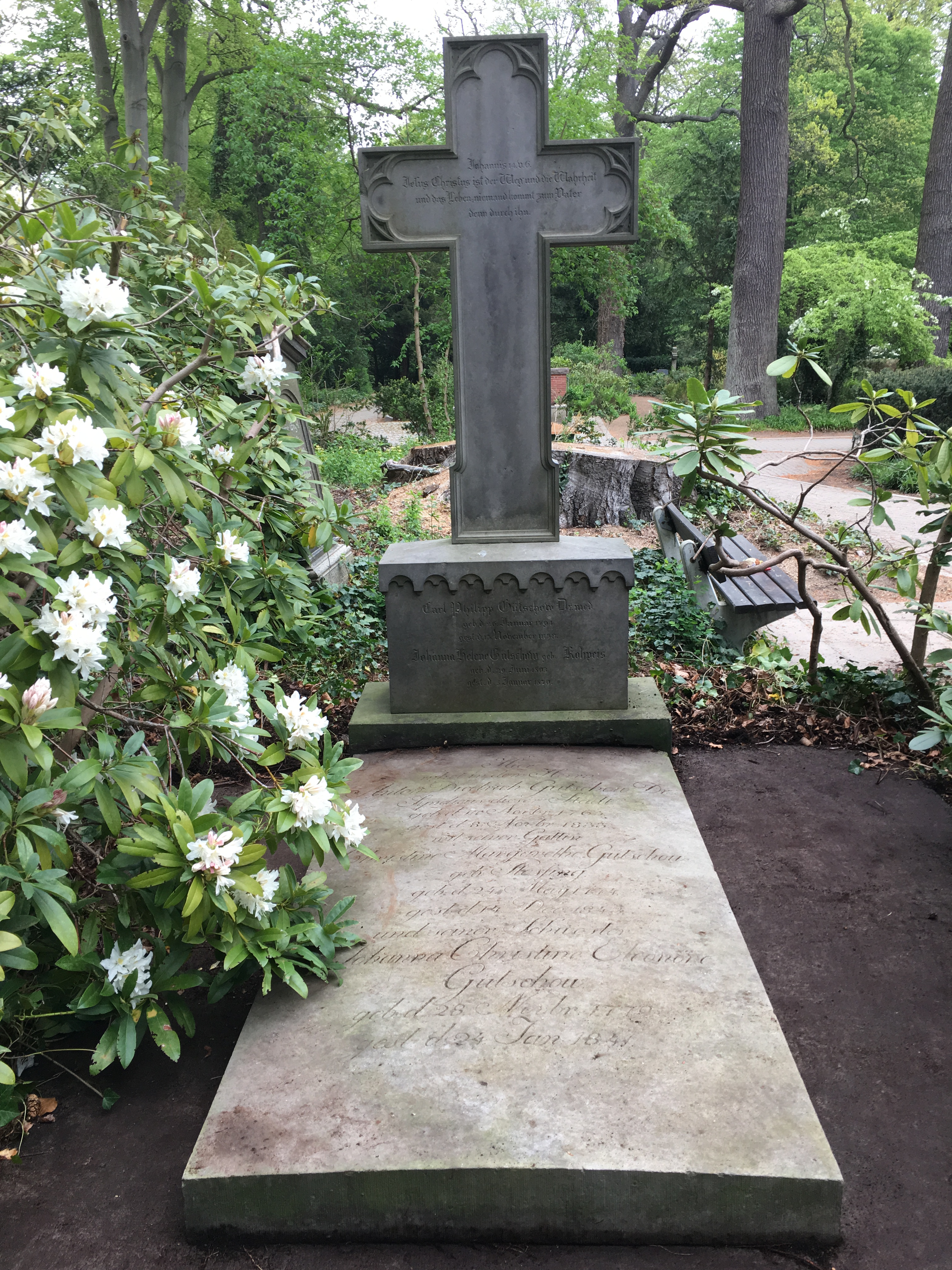
Familiengrab von Anton Diedrich Gütschow auf dem Burgtorfriedhof

Anton Diedrich Gütschow (* 14. November 1765 in Lübeck; † 8. November 1833 ebenda) war ein deutscher Bürgermeister der Hansestadt Lübeck.

## Leben
Anton Diedrich Gütschow war Sohn des Kaufmanns und Senators Carl Abraham Gütschow. Ab Oktober 1784 studierte er Rechtswissenschaften an der Universität Jena und ab 1786 an der Universität Göttingen, wo er 1788 zum Dr. iur. promoviert wurde.
Er kehrte nach Lübeck zurück und wurde zunächst 1789 Ober- und Niedergerichtsprokurator, dann 1802 Stadtsyndikus von Lübeck. Nachdem Lübeck 1811 Teil des Französischen Kaiserreichs geworden war und eine Verwaltung nach französischem Muster eingerichtet wurde, erhielt Gütschow den Posten des Maire bzw. Bürgermeisters, den er bis zur ersten Befreiung Lübecks von der französischen Herrschaft am 19. März 1813 innehatte. Bei der erneuten Besetzung der Stadt durch französische Truppen am 3. Juni sollte Gütschow das Amt wieder übernehmen, befand sich jedoch nicht mehr in Lübeck, so dass zunächst sein Stellvertreter Meyersteck die Amtsgeschäfte führte, bis am 7. Juli der Mediziner Friedrich Adolph von Heintze auf Befehl Louis-Nicolas Davouts zum provisorischen Maire ernannt wurde.
Nachdem Lübeck seine Eigenständigkeit wiedererlangt hatte, übernahm Gütschow wieder die Position des Stadtsyndikus, die er bis zu seinem Tode 1833 behielt. Als Gesandter vertrat er die Hansestadt Lübeck in Kopenhagen (1807), Paris (1811), Hannover (1816) und beim Bundestag des Deutschen Bundes in Frankfurt am Main (1819/23).
Er war 1789 einer der Mitbegründer der Gesellschaft zur Beförderung gemeinnütziger Tätigkeit und hielt zahlreiche Vorträge zu juristischen, politischen und geschichtlichen Themen auf ihren Versammlungsabenden. 1791 und von 1794 bis 1798 war er Sekretär der Gesellschaft und 1802/03 ihr Direktor. Er war führend an der Wandlung der Gemeinnützigen von einer literarischen Gesellschaft hin zu einer gesellschaftlich vielfältig engagierten Vereinigung beteiligt.
Seit 1792 war er verheiratet mit Christine Margarete, geb. Plessing, einer Tochter des Bürgermeisters Johann Philipp Plessing. Sein Sohn Carl Philipp Gütschow war Arzt in Lübeck und wird in den Buddenbrooks als Dr. Grabow beschrieben. Der Lübecker Ratsherr Heinrich Albrecht Gütschow war sein jüngerer Bruder, dessen Sohn, der Ratssekretär Carl Hermann Gütschow entsprechend sein Neffe. Gütschow wurde als einer der ersten auf dem erst 1834 offiziell eröffneten Burgtorfriedhof bestattet.

## Schriften
- Studia Lubecensium promovendi commercia. Diss. Göttingen 1788
- Kurze Schilderung des Characters und Lebens: Weiland Sr. Magnificenz der Wohlgebohrnen und Hochweisen Herrn, Herrn Anton Diedrich Wilcken verdienstvollen Bürgermeisters der Kaiserlichen freyen Reichsstadt Lübeck, Green, Lübeck 1792
- Dem Andenken des Herrn Carl Abraham Gütschow : Mitgliedes des Senats der Reichsstadt Lübeck gewidmet, Lübeck 1798
- Sr. Magnificenz Herrn Bürgermeister J M Tesdorpf in Veranlassung der Feier Seiner 50jährigen Amtsführung, 1823